# Wólka Drążdżewska
Wólka Drążdżewska – wieś sołecka w Polsce położona w województwie mazowieckim, w powiecie makowskim, w gminie Krasnosielc. Leży nad rzeką Orzyc.
W latach 1975–1998 miejscowość administracyjnie należała do województwa ostrołęckiego.
Wierni Kościoła rzymskokatolickiego należą do parafii św. Izydora w Drążdżewie.